# Maher Kraiem
 (août 2024).
Si vous disposez d'ouvrages ou d'articles de référence ou si vous connaissez des sites web de qualité traitant du thème abordé ici, merci de compléter l'article en donnant les références utiles à sa vérifiabilité et en les liant à la section « Notes et références ».
Maher Kraiem, né le 31 juillet 1981, est un handballeur tunisien.

## Carrière

### Joueur en club
- ?-2002 : El Makarem de Mahdia (Tunisie)
- 2002-2013 : Club africain (Tunisie)
- 2013-? : El Makarem de Mahdia (Tunisie)

### International tunisien
En 2009, il est suspendu trois mois de la sélection nationale tunisienne pour écart de conduite.

### Entraîneur-adjoint
En août 2016, il devient entraîneur-adjoint du Club africain.

## Palmarès
- Championnat de Tunisie : 2008
- Vainqueur de la coupe de Tunisie : 2007, 2011
- Vainqueur de la coupe d'Afrique des vainqueurs de coupe masculine de handball : 2008
- Médaille de bronze à la Ligue des champions d'Afrique 2013 ( Maroc)